# Marcus Sasser
Marcus  Jerome Sasser Jr (ur. 21 września 2000 w Dallas) – amerykański koszykarz, występujący na pozycjach rozgrywającego lub rzucającego obrońcy, obecnie zawodnik Detroit Pistons.
W 2023 reprezentował Detroit Pistons podczas rozgrywek letniej ligi NBA w Las Vegas.

## Osiągnięcia
Stan na 20 grudnia 2023, na podstawie, o ile nie zaznaczono inaczej.
NCAA
- Uczestnik rozgrywek :
  - NCAA Final Four (2021)
  - Elite 8 turnieju NCAA (2021, 2022)
  - Sweet 16 turnieju NCAA (2021–2023)
- Mistrz:
  - turnieju konferencji American Athletic (AAC – 2021, 2022)
  - sezonu regularnego AAC (2020, 2022, 2023)
- Laureat nagrody Jerry West Award (2023)
- Koszykarz roku konferencji AAC (2023)
- Zaliczony do:
  - I składu:
    - All-American (2023)
    - AAC (2023)
    - najlepszych pierwszorocznych zawodników AAC (2020)
    - turnieju AAC (2021)
- II składu AAC (2021)
- Najlepszy:
  - koszykarz tygodnia konferencji AAC (30.11.2020, 11.01/2021, 15.11.2021, 21.11.2022)
  - pierwszoroczny koszykarz tygodnia konferencji AAC (2.03.2020)